# Liste der Nummer-eins-Hits in Irland (1993)
Dies ist eine Liste der Nummer-eins-Hits in Irland im Jahr 1993. Sie basiert auf den offiziellen Singlecharts in Irland, die im Auftrag der Irish Recorded Music Association (IRMA) erstellt werden. Es gab in diesem Jahr 14 Nummer-eins-Singles und 12 Nummer-eins-Alben.

## Singles
| ← 1992 ← | Liste der Nummer-eins-Hits in Irland | Liste der Nummer-eins-Hits in Irland        | Liste der Nummer-eins-Hits in Irland | 1994 → |
| \| Zeitraum \| Wo. ges. \| Interpret \| Titel Autor(en) \| Zusätzliche Informationen \| \| (Zeitraum, Wochen auf Platz eins, Interpret, Titel, Autor[en], zusätzliche Informationen) \| \| \| \| \| \| ----------------------------------------------------------------------------------------- \| -------- \| ------------------------------------------- \| -------------------------------------------------------------------------------------------------------------------------------------------------------------------------------------------------------------------------------------------------------------------------------------------------------------------------------------------------------------------------------------------------------------------------------------------------------------------------------------------------------- \| -------------------------------------------------------------------------------------------------------------------------------------------------------------------------------------------- \| \| 3. Dezember 1992 – 23. Januar 1993 7 Wochen \| 7 \| Whitney Houston \| I Will Always Love You Dolly Parton \| – \| \| 24. Januar 1993 – 27. Februar 1993 5 Wochen \| 5 \| Chris Moore \| This Time / Life Without You \| Die irische Sängerin starb mit 33 Jahren an Krebs, gerade als sie ihren ersten Charthit hatte. 15 Jahre später erreichte ihre Tochter Leanne Moore ebenfalls Platz 1 der irischen Charts.[1] \| \| 28. Februar 1993 – 3. April 1993 5 Wochen \| 5 \| 2 Unlimited \| No Limit Musik: Phil Wilde, Jean-Paul Henriette Coster; Text: Anita D. Dels, Raymond L. Slijngaard \| – \| \| 4. April 1993 – 10. April 1993 1 Woche \| 1 \| Shaggy \| Oh Carolina Cecil Campbell, John Folkes, Henry Nicola Mancini, Orville Burrell \| – \| \| 11. April 1993 – 24. April 1993 2 Wochen \| 2 \| The Bluebells \| Young at Heart Robert Anthony Hodgens, Siobhan Maire Deirdre Fahey, Keren Jane Woodward, Sarah Elizabeth Dallin \| – \| \| 25. April 1993 – 1. Mai 1993 1 Woche \| 1 \| Snow \| Informer Shawn Leigh Moltke, Darrin Kenneth O’Brien, Edmond Daryll Leary, Michael L. Grier \| – \| \| 2. Mai 1993 – 22. Mai 1993 3 Wochen \| 3 \| George Michael & Queen with Lisa Stansfield \| Five Live (EP) Adam Paul Tinley, Henry Olusegun Adeola Samuel, Norman Whitfield, Barrett Strong / Frederick Mercury / Frederick Mercury, Roger Meddows Taylor, Brian Harold May, John Richard Deacon \| – \| \| 23. Mai 1993 – 26. Juni 1993 5 Wochen \| 5 \| Niamh Kavanagh \| In Your Eyes James Ambrose Walsh \| – \| \| 27. Juni 1993 – 17. Juli 1993 3 Wochen \| 3 \| Haddaway \| What Is Love Musik: Tony Hendrik; Text: Karin Hartmann-Eisenblätter \| – \| \| 18. Juli 1993 – 21. August 1993 5 Wochen \| 5 \| 4 Non Blondes \| What’s Up Linda Perry \| – \| \| 22. August 1993 – 28. August 1993 1 Woche \| 1 \| Freddie Mercury \| Living on My Own (‚No More Brothers‘ Remix) Frederick Mercury \| – \| \| 29. August 1993 – 2. Oktober 1993 5 Wochen \| 5 \| Culture Beat \| Mr. Vain Musik: Nosie Katzmann, Stephan Zick; Text: Nosie Katzmann, Jeff Carmichael \| – \| \| 3. Oktober 1993 – 9. Oktober 1993 1 Woche \| 1 \| Pet Shop Boys \| Go West Musik: Jacques Morali; Text: Henri Belolo \| – \| \| 10. Oktober 1993 – 16. Oktober 1993 1 Woche \| 1 \| DJ Jazzy Jeff & the Fresh Prince \| Boom! Shake the Room! Willard C. Smith, Wayne Thomas Williams, Lee Ricky Haggard, Edward T. Riley, Keith D. Mayberry, Norman Bruce Napier, Walter Junie Morrison, Leroy Bonner, Marshall Eugene Jones, Ralph Middlebrooks, Andrew Noland, Marvin R. Pierce, Gregory Allen Webster, Menton Lewis Smith, Tyrone Gregory Fyffe, Markell Demont Riley, Aqil Davidson, Ray Hayden, Robert Stanley Easter, Dan Michael Gluckstein, Shamin Noronha, William Earl Collins, Gregory E. Jacobs, George Clinton Jr. \| – \| \| 17. Oktober 1993 – 27. November 1993 6 Wochen \| 6 \| Meat Loaf \| I’d Do Anything for Love (But I Won’t Do That) Jim Steinman \| – \| \| 28. November 1993 – 4. Dezember 1993 1 Woche \| 1 \| Bryan Adams \| Please Forgive Me Bryan Adams, Robert John Lange \| – \| \| 5. Dezember 1993 – 18. Dezember 1993 2 Wochen \| 2 \| U2 \| Stay (Faraway, So Close!) Adam Clayton, Laurence Mullen, David Evans, Paul David Hewson \| – \| \| 19. Dezember 1993 – 13. Januar 1994 4 Wochen \| 4 \| Take That \| Babe Gary Barlow \| – \| |                                      |                                             | | |
| ← 1992 |                                      |                                             | | → 1994 → |
| Zeitraum | Wo. ges.                             | Interpret                                   | Titel Autor(en) | Zusätzliche Informationen |
| (Zeitraum, Wochen auf Platz eins, Interpret, Titel, Autor[en], zusätzliche Informationen) |                                      |                                             | | |
| 3. Dezember 1992 – 23. Januar 1993 7 Wochen | 7                                    | Whitney Houston                             | I Will Always Love You Dolly Parton | – |
| 24. Januar 1993 – 27. Februar 1993 5 Wochen | 5                                    | Chris Moore                                 | This Time / Life Without You | Die irische Sängerin starb mit 33 Jahren an Krebs, gerade als sie ihren ersten Charthit hatte. 15 Jahre später erreichte ihre Tochter Leanne Moore ebenfalls Platz 1 der irischen Charts. |
| 28. Februar 1993 – 3. April 1993 5 Wochen | 5                                    | 2 Unlimited                                 | No Limit Musik: Phil Wilde, Jean-Paul Henriette Coster; Text: Anita D. Dels, Raymond L. Slijngaard | – |
| 4. April 1993 – 10. April 1993 1 Woche | 1                                    | Shaggy                                      | Oh Carolina Cecil Campbell, John Folkes, Henry Nicola Mancini, Orville Burrell | – |
| 11. April 1993 – 24. April 1993 2 Wochen | 2                                    | The Bluebells                               | Young at Heart Robert Anthony Hodgens, Siobhan Maire Deirdre Fahey, Keren Jane Woodward, Sarah Elizabeth Dallin | – |
| 25. April 1993 – 1. Mai 1993 1 Woche | 1                                    | Snow                                        | Informer Shawn Leigh Moltke, Darrin Kenneth O’Brien, Edmond Daryll Leary, Michael L. Grier | – |
| 2. Mai 1993 – 22. Mai 1993 3 Wochen | 3                                    | George Michael & Queen with Lisa Stansfield | Five Live (EP) Adam Paul Tinley, Henry Olusegun Adeola Samuel, Norman Whitfield, Barrett Strong / Frederick Mercury / Frederick Mercury, Roger Meddows Taylor, Brian Harold May, John Richard Deacon | – |
| 23. Mai 1993 – 26. Juni 1993 5 Wochen | 5                                    | Niamh Kavanagh                              | In Your Eyes James Ambrose Walsh | – |
| 27. Juni 1993 – 17. Juli 1993 3 Wochen | 3                                    | Haddaway                                    | What Is Love Musik: Tony Hendrik; Text: Karin Hartmann-Eisenblätter | – |
| 18. Juli 1993 – 21. August 1993 5 Wochen | 5                                    | 4 Non Blondes                               | What’s Up Linda Perry | – |
| 22. August 1993 – 28. August 1993 1 Woche | 1                                    | Freddie Mercury                             | Living on My Own (‚No More Brothers‘ Remix) Frederick Mercury | – |
| 29. August 1993 – 2. Oktober 1993 5 Wochen | 5                                    | Culture Beat                                | Mr. Vain Musik: Nosie Katzmann, Stephan Zick; Text: Nosie Katzmann, Jeff Carmichael | – |
| 3. Oktober 1993 – 9. Oktober 1993 1 Woche | 1                                    | Pet Shop Boys                               | Go West Musik: Jacques Morali; Text: Henri Belolo | – |
| 10. Oktober 1993 – 16. Oktober 1993 1 Woche | 1                                    | DJ Jazzy Jeff & the Fresh Prince            | Boom! Shake the Room! Willard C. Smith, Wayne Thomas Williams, Lee Ricky Haggard, Edward T. Riley, Keith D. Mayberry, Norman Bruce Napier, Walter Junie Morrison, Leroy Bonner, Marshall Eugene Jones, Ralph Middlebrooks, Andrew Noland, Marvin R. Pierce, Gregory Allen Webster, Menton Lewis Smith, Tyrone Gregory Fyffe, Markell Demont Riley, Aqil Davidson, Ray Hayden, Robert Stanley Easter, Dan Michael Gluckstein, Shamin Noronha, William Earl Collins, Gregory E. Jacobs, George Clinton Jr. | – |
| 17. Oktober 1993 – 27. November 1993 6 Wochen | 6                                    | Meat Loaf                                   | I’d Do Anything for Love (But I Won’t Do That) Jim Steinman | – |
| 28. November 1993 – 4. Dezember 1993 1 Woche | 1                                    | Bryan Adams                                 | Please Forgive Me Bryan Adams, Robert John Lange | – |
| 5. Dezember 1993 – 18. Dezember 1993 2 Wochen | 2                                    | U2                                          | Stay (Faraway, So Close!) Adam Clayton, Laurence Mullen, David Evans, Paul David Hewson | – |
| 19. Dezember 1993 – 13. Januar 1994 4 Wochen | 4                                    | Take That                                   | Babe Gary Barlow | – |

## Alben
| ← 1992 ← | Liste der Nummer-eins-Hits in Irland | Liste der Nummer-eins-Hits in Irland | Liste der Nummer-eins-Hits in Irland      | 1994 →                    |
| \| Zeitraum \| Wo. ges. \| Interpret \| Titel \| Zusätzliche Informationen \| \| (Zeitraum, Wochen auf Platz eins, Interpret, Titel, zusätzliche Informationen) \| \| \| \| \| \| ------------------------------------------------------------------------------ \| -------- \| -------------------------- \| ----------------------------------------- \| ------------------------- \| \| 31. Dezember 1992 – 10. März 1993 10 Wochen (insgesamt 27) \| 27 \| (Verschiedene Interpreten) \| A Woman’s Heart \| – \| \| 11. März 1993 – 17. März 1993 1 Woche \| 1 \| Hothouse Flowers \| Songs from the Rain \| – \| \| 18. März 1993 – 5. Mai 1993 7 Wochen \| 7 \| Christie Hennessy \| A Year in the Life \| – \| \| 6. Mai 1993 – 2. Juni 1993 4 Wochen \| 4 \| (Verschiedene Interpreten) \| Now That’s What I Call Music 24 \| – \| \| 3. Juni 1993 – 9. Juni 1993 1 Woche (insgesamt 27) \| 27 \| (Verschiedene Interpreten) \| A Woman’s Heart \| – \| \| 10. Juni 1993 – 30. Juni 1993 3 Wochen \| 3 \| Mary Black \| The Holy Ground \| – \| \| 1. Juli 1993 – 7. Juli 1993 1 Woche (insgesamt 27) \| 27 \| (Verschiedene Interpreten) \| A Woman’s Heart \| – \| \| 8. Juli 1993 – 28. Juli 1993 3 Wochen (insgesamt 5) \| 5 \| U2 \| Zooropa \| – \| \| 29. Juli 1993 – 4. August 1993 1 Woche \| 1 \| (Verschiedene Interpreten) \| The Best Dance Album in the World … Ever! \| – \| \| 5. August 1993 – 18. August 1993 2 Wochen (insgesamt 27) \| 27 \| (Verschiedene Interpreten) \| A Woman’s Heart \| – \| \| 19. August 1993 – 25. August 1993 1 Woche \| 1 \| (Verschiedene Interpreten) \| Now That’s What I Call Music 25 \| – \| \| 26. August 1993 – 8. September 1993 2 Wochen (insgesamt 5) \| 5 \| U2 \| Zooropa \| – \| \| 9. September 1993 – 22. September 1993 2 Wochen \| 2 \| Garth Brooks \| In Pieces \| – \| \| 23. September 1993 – 13. Oktober 1993 3 Wochen (insgesamt 6) \| 6 \| Meat Loaf \| Bat Out of Hell II: Back into Hell \| – \| \| 14. Oktober 1993 – 20. Oktober 1993 1 Woche \| 1 \| Pearl Jam \| Vs. \| – \| \| 21. Oktober 1993 – 17. November 1993 4 Wochen (insgesamt 6) \| 6 \| Meat Loaf \| Bat Out of Hell II: Back into Hell \| – \| \| 18. November 1993 – 26. Januar 1994 10 Wochen \| 10 \| Bryan Adams \| So Far So Good \| – \| |                                      |                                      |                                           |                           |
| ← 1992 |                                      |                                      |                                           | → 1994 →                  |
| Zeitraum | Wo. ges.                             | Interpret                            | Titel                                     | Zusätzliche Informationen |
| (Zeitraum, Wochen auf Platz eins, Interpret, Titel, zusätzliche Informationen) |                                      |                                      |                                           |                           |
| 31. Dezember 1992 – 10. März 1993 10 Wochen (insgesamt 27) | 27                                   | (Verschiedene Interpreten)           | A Woman’s Heart                           | –                         |
| 11. März 1993 – 17. März 1993 1 Woche | 1                                    | Hothouse Flowers                     | Songs from the Rain                       | –                         |
| 18. März 1993 – 5. Mai 1993 7 Wochen | 7                                    | Christie Hennessy                    | A Year in the Life                        | –                         |
| 6. Mai 1993 – 2. Juni 1993 4 Wochen | 4                                    | (Verschiedene Interpreten)           | Now That’s What I Call Music 24           | –                         |
| 3. Juni 1993 – 9. Juni 1993 1 Woche (insgesamt 27) | 27                                   | (Verschiedene Interpreten)           | A Woman’s Heart                           | –                         |
| 10. Juni 1993 – 30. Juni 1993 3 Wochen | 3                                    | Mary Black                           | The Holy Ground                           | –                         |
| 1. Juli 1993 – 7. Juli 1993 1 Woche (insgesamt 27) | 27                                   | (Verschiedene Interpreten)           | A Woman’s Heart                           | –                         |
| 8. Juli 1993 – 28. Juli 1993 3 Wochen (insgesamt 5) | 5                                    | U2                                   | Zooropa                                   | –                         |
| 29. Juli 1993 – 4. August 1993 1 Woche | 1                                    | (Verschiedene Interpreten)           | The Best Dance Album in the World … Ever! | –                         |
| 5. August 1993 – 18. August 1993 2 Wochen (insgesamt 27) | 27                                   | (Verschiedene Interpreten)           | A Woman’s Heart                           | –                         |
| 19. August 1993 – 25. August 1993 1 Woche | 1                                    | (Verschiedene Interpreten)           | Now That’s What I Call Music 25           | –                         |
| 26. August 1993 – 8. September 1993 2 Wochen (insgesamt 5) | 5                                    | U2                                   | Zooropa                                   | –                         |
| 9. September 1993 – 22. September 1993 2 Wochen | 2                                    | Garth Brooks                         | In Pieces                                 | –                         |
| 23. September 1993 – 13. Oktober 1993 3 Wochen (insgesamt 6) | 6                                    | Meat Loaf                            | Bat Out of Hell II: Back into Hell        | –                         |
| 14. Oktober 1993 – 20. Oktober 1993 1 Woche | 1                                    | Pearl Jam                            | Vs.                                       | –                         |
| 21. Oktober 1993 – 17. November 1993 4 Wochen (insgesamt 6) | 6                                    | Meat Loaf                            | Bat Out of Hell II: Back into Hell        | –                         |
| 18. November 1993 – 26. Januar 1994 10 Wochen | 10                                   | Bryan Adams                          | So Far So Good                            | –                         |